# Asesinato de Lucia y Leo Krim
El Asesinato de Lucia y Leo Krim tuvo lugar la tarde del 25 de octubre de 2012 en la residencia de la familia Krim en el barrio de Upper West Side en Manhattan, Nueva York. Los dos niños se encontraban pasando el rato con su niñera, Yoselyn Ortega, mientras la madre estaba llevando a Nessie, la menor de los tres hermanos, a las clases de natación. Marina Krim halló a sus dos hijos muertos en la bañera del apartamento a las 17:30 de la tarde, y ambos presenciaban signos de acuchilladas en el torso y en el cuello. La niñera comenzó a realizarse autolesiones en el cuello tratando de quitarse la vida cuando Marina Krim encontró a los dos niños.
La familia Krim llevaban viviendo en Nueva York desde 2010, después de haber vivido en San Francisco. Kevin Krim, el padre de los niños, estaba trabajando como ejecutivo y periodista para la CNBC, mientras que Marina se encargaba de desempeñar las tareas diarias de casa después de haber trabajado como profesora. Antes del asesinato, Lucia (apodada "Lulu" por sus padres) tenía 6 años, y su hermano Leo 2 años. 

## Detalles
El 25 de octubre de 2012, sobre las 5:30 de la tarde, Marina Krim regresó a su apartamento en la 75th Street del Upper West Side de Manhattan. Descubrió que su hijo, Leo Krim, de dos años de edad y su hija, Lucia "Lulu" Krim, de seis, habían sido apuñalados en una bañera en el apartamento de la familia. Más tarde se informó que los niños todavía respiraban cuando su madre los encontró, pero fueron declarados muertos por los médicos de camino al hospital. La niñera de los niños, al ver como Marina Krim halló los cadáveres de sus dos hijos asesinados, comenzó a apuñalarse su propia garganta. Esta escena fue presenciada por el superintendente del edificio y su hijo de diez años de edad.
Yoselyn Ortega era originaria de Santiago de los Caballeros en la República Dominicana y tenía 50 años cuando tuvo lugar el asesinato. Ella vivía en el barrio de Hamilton Heights junto a su hijo de 14 años de edad. En entrevistas posteriores con el NYPD, Ortega afirmó que ella estaba molesta porque su contratante, Marina Krim, se hubiera negado a subirle el sueldo debido a los problemas de dinero que tenía Ortega. Sin embargo, tanto los amigos y familiares de la familia Krim así como la propia familia de Ortega habían confirmado la buena relación que mantenía Yoselyn con los hijos y con el resto de la familia. Incluso Kevin Krim le pagó un boleto para ver a su familia en la República Dominicana y hasta en una ocasión le acompañó de vacaciones allí.
Ortega consiguió sobrevivir a los cortes que ella misma se había realizado, y pasó los días posteriores en un hospital psiquiátrico. Durante su estancia en el asilo mental, Marina y Kevin crearon una fundación llamada "Lulu & Leo Fund.", donde se encargan de apoyar programas de arte para niños huérfanos y perjudicados por una grave situación familiar. Finalmente, en mayo de 2013, Marina anunció que esperaba un hijo, el cual nació el 11 de octubre y se llama Felix.